# 吉羅拉瑪·奧爾西尼
吉羅拉瑪·奧爾西尼（義大利語：Gerolama Orsini，1504年－1590年）有時也被稱為Girolama Orsini，是一名義大利貴族女性，來自奧爾西尼家族，她嫁給了帕爾馬公爵皮埃爾·路易吉·法爾內塞。

## 生平
吉羅拉瑪出生於羅馬，她是盧多維科·奧爾西尼（Lodovico Orsini）和茱莉婭·孔蒂（Giulia Conti）的女兒，1513年她九歲時被許配給亞歷山德羅·法爾內塞樞機的私生子皮埃爾·路易吉·法爾內塞，他們的婚禮於1519年在瓦倫塔諾舉行。
當亞歷山德羅樞機於1534年成為教宗後，他任命皮埃爾為教廷卫队总队长並於1537年授予他卡斯特羅公爵，最後於1545年授予帕爾馬公爵。
在她的丈夫死於謀殺後吉羅拉瑪生活在帕爾馬的法爾內塞宮直到1590年逝世。她死後被葬在斯泰卡塔聖母聖殿內的法爾內塞家族墓穴。

## 子女
她與皮埃爾共有4個子女：
- 亞歷山德羅·法爾內塞 (樞機)（1520年10月5日－1589年3月2日）：帕爾馬大主教，日後被保祿三世擢升為樞機。
- 維多利亞·法爾內塞（義大利語：Vittoria Farnese）（1519年－1602年9月13日）：嫁給了烏爾比諾公爵圭多巴爾多二世·德拉·羅維雷（英语：Guidobaldo II della Rovere, Duke of Urbino）。
- 奧塔維奧·法爾內塞（1524年10月9日－1586年9月18日）：第二代帕爾馬公爵。
- 拉努喬·法爾內塞（1530年8月11日－1565年10月29日）：是一名樞機。